# Radiodifusão Pública Georgiana
Radiodifusão Pública Georgiana (GPB) é uma televisão pública da Geórgia. O canal é membro ativo da União Europeia de Radiodifusão (EBU), e responsável pela presença do seu país na Eurovisão.

## Canais de televisão
Atualmente, a GPB é constituída pelos seguintes canais:
| Logótipo | Canal | Descrição | Fundação                         |
| -------- | ----- | --- | -------------------------------- |
|          | 1TV   | Canal generalista, transmitindo noticias, series, entretenimento e acontecimentos especiais.                                                         | 30 de dezembro de 1956 (68 anos) |
|          | 2TV   | Canal especializado, transmitindo sessões do Parlamento da Geórgia, entrevistas e conferências. Anteriormente, foi um canal alternativo e educativo. | 1991 (34 anos)                   |